# Аурел-Влайку (Муреш)
Аурел-Влайку (рум. Aurel Vlaicu) — село у повіті Муреш в Румунії. Адміністративно підпорядковане місту Сігішоара.
Село розташоване на відстані 219 км на північний захід від Бухареста, 43 км на південний схід від Тиргу-Муреша, 112 км на південний схід від Клуж-Напоки, 86 км на північний захід від Брашова.

## Населення
За даними перепису населення 2002 року у селі проживали 98 осіб.
Національний склад населення села:
| Національність | Кількість осіб | Відсоток |
| -------------- | -------------- | -------- |
| румуни         | 93             | 94,9%    |
| угорці         | 5              | 5,1%     |

Рідною мовою назвали:
| Мова      | Кількість осіб | Відсоток |
| --------- | -------------- | -------- |
| румунська | 93             | 94,9%    |
| угорська  | 5              | 5,1%     |